# Bertha de Lorraine
Bertha de Lorraine (née vers 1116) est une margravine de Bade.

## Biographie
Elle est la fille de Simon Ier, duc de Lorraine, dit le grois, et d'Adélaïde, probablement fille d'Henri III, duc de Louvain, et de Gertrude de Flandre.
De son mariage avec Hermann III de Bade elle a eu un fils, Hermann IV de Bade, et une fille, Gertrude de Bade.